# اوسوتو گوروما
اوسوتو گوروما (به ژاپنی: 大外車)-(به انگلیسی: Osoto guruma) یکی از فنون و تکنیک‌های دستهٔ ناگه-وازا رشتهٔ ورزشی جودو است که در زیردستهٔ آشی-وازا دسته‌بندی می‌شود.